# Barlovento
Barlovento är en kommun i Spanien. Den ligger i provinsen Santa Cruz de Tenerife i den autonoma regionen Kanarieöarna i sydvästra delen av landet, 1 800 km sydväst om huvudstaden Madrid. Antalet invånare är 2 014 (2024). Arean är 43,50 kvadratkilometer. Barlovento ligger på ön La Palma. Barlovento gränsar till Garafía, El Paso och San Andrés y Sauces. 